# Ger (Mancha)
Ger é uma comuna francesa na região administrativa da Normandia, no departamento da Mancha. Estende-se por uma área de 39,78 km². Em 2010 a comuna tinha 813 habitantes (densidade: 20,4 hab./km²).